# Конец лжеца
«Конец лжеца» — кинофильм.

## Сюжет
Ребёнок получает глубокую психологическую травму, когда его отец-каскадёр гибнет при попытке перелететь через Ниагарский водопад. Позже его мать выходит замуж за водителя грузовика, и кажется, что жизнь приходит в норму. Но тут появляются братья жениха, и ребёнок начинает догадываться, что они не те, за кого себя выдают.